# Гарсия Санс, Луис Хавьер
Луи́с Хавье́р Гарси́я Санс (исп. Luis Javier García Sanz; 24 июня 1978, Бадалона), более известный как Луи́с Гарси́я (исп. Luis García) — испанский футболист, нападающий или атакующий полузащитник. Воспитанник футбольной школы клуба «Барселона».

## Карьера
В чемпионате Испании Луис Гарсия выступал за «Барселону», «Тенерифе», «Атлетико Мадрид» и «Реал Вальядолид». Обычно он занимает позицию оттянутого нападающего или выдвинутого вперёд полузащитника. В Англии он быстро завоевал репутацию очень техничного футболиста, однако эта техника также характеризуется неприятной частотой потерь мяча в опасных ситуациях. У Луиса Гарсии хорошо поставлены удары с обеих ног, что позволяет ему быть универсальным игроком атаки, способным играть как на обоих флангах, так и в центре. Несмотря на невысокий рост, он неплохо играет головой, забив ею несколько очень красивых мячей.

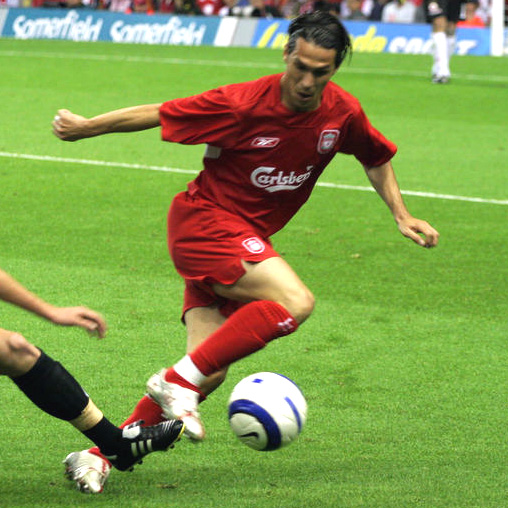
Луис Гарсия в составе «Ливерпуля»

В августе 2004 тренер «Ливерпуля» Рафаэль Бенитес (который возглавлял «Тенерифе» во время пребывания в нём футболиста) пригласил Луиса Гарсию в клуб. Сумма трансфера составила 6 миллионов фунтов. Хотя его приобрели, как дешёвую замену Эль-Хаджи Диуфу в роли атакующего полузащитника, Луис Гарсия стал ключевым футболистом в линии атаки «Ливерпуля». Он дебютировал в Премьер-лиге 29 августа 2004 в игре против «Болтона». «Ливерпуль» проиграл 1:0, однако Гарсия забил чистый гол, отменённый из-за ошибочно зафиксированного положения вне игры. Свой первый гол в футболке «Ливерпуля» он забил на «Энфилде» в игре против «Вэст Бромвич Альбиона» в сентябре 2004. В первом своём сезоне он забил всего 8 мячей в чемпионате страны, включая гол в мерсисайдском дерби 20 марта 2005.
Луис Гарсия стал важным компонентом успеха «Ливерпуля» в Лиге чемпионов 2004/05, забив победные голы «Ювентусу» (1/4 финала) и «Челси» (1/2 финала). Также немаловажна его роль и в финальном матче против «Милана» 25 мая 2005 года. Всего за первый сезон в рядах «красных» Луис Гарсия забил 13 мячей.
В сезоне 2005/06 роль Гарсии в команде несколько уменьшилась, хотя он и продолжил забивать важные мячи, в особенности гол в ворота «Челси», оставивший лондонцев без финала Кубка Англии. В победном для «Ливерпуля» финале Кубка Англии Луис Гарсия участия не принимал, так как был дисквалифицирован.
В июле 2011 года на правах свободного агента игрок подписал контракт с мексиканским клубом «Пуэбла» сроком на 1 год. 14 января 2014 года Луис Гарсия объявил о завершении профессиональной карьеры. В июле 2014 года решил возобновить карьеру и подписал контракт с индийским клубом «Атлетико Калькутта».

## Луис Гарсия и болельщики «Красных»
К заменившему на «Энфилде» Майкла Оуэна в футболке с номером «10» болельщики предъявляли особо высокие требования, однако несмотря на противоречивый первый сезон, Луис Гарсия стал любимцем фанатов «Ливерпуля». Хотя многие считают, что он слишком злоупотребляет дриблингом и часто теряет мяч, никто не может отрицать способности испанца забивать важные мячи — особенно против «Ювентуса» и «Челси»; для последних он стал ночным кошмаром, своими голами выбив «синих» сначала из Лиги чемпионов 2004/05, а затем из Кубка Англии 2005/06
По опросам болельщиков занял 34 место в сотне (список 100 Players Who Shook The Kop) самых любимых игроков «Ливерпуля». Из выступавших в одно с ним время игроков лишь Джейми Каррагер, Стивен Джеррард и Робби Фаулер заняли более высокие места.

## Личная жизнь
Луис Гарсия женат на Ракель, у него есть сын Жоель. После рождения первенца Луис стал праздновать забитые им голы, посасывая большой палец.18 мая 2009 года он стал отцом во второй раз.
Опорный полузащитник «Боавишты» Хави Гарсия — его кузен.

## Достижения

### Командные
«Ливерпуль»
- Кубок Англии: 2006
- Суперкубок Англии: 2006
- Лига Чемпионов: 2005
- Суперкубок Европы: 2005

### Личные
- Команда года по версии УЕФА: 2005

## Клубная статистика
| Клуб            | Сезон   | Премьер-лига | Премьер-лига | Кубок Англии  | Кубок Англии  | Кубок лиги | Кубок лиги | Европа | Европа | Другие | Другие | Всего | Всего |
| Клуб            | Сезон   | Матчи        | Голы         | Матчи         | Голы          | Матчи      | Голы       | Матчи  | Голы   | Матчи  | Голы   | Матчи | Голы  |
| --------------- | ------- | ------------ | ------------ | ------------- | ------------- | ---------- | ---------- | ------ | ------ | ------ | ------ | ----- | ----- |
| Ливерпуль       | 2006/07 | 11           | 3            | 1             | 0             | 0          | 0          | 5      | 3      | 1      | 0      | 18    | 6     |
| Ливерпуль       | 2005/06 | 31           | 7            | 3             | 1             | 1          | 0          | 13     | 3      | 2      | 0      | 50    | 11    |
| Ливерпуль       | 2004/05 | 29           | 8            | 0             | 0             | 3          | 0          | 12     | 5      | 0      | 0      | 44    | 13    |
| Клуб            | Сезон   | Примера      | Примера      | Кубок Испании | Кубок Испании | ---------  | ---------  | Европа | Европа | Другие | Другие | Всего | Всего |
| Клуб            | Сезон   | Матчи        | Голы         | Матчи         | Голы          | Матчи      | Голы       | Матчи  | Голы   | Матчи  | Голы   | Матчи | Голы  |
| Барселона       | 2003/04 | 25           | 4            | 6             | 1             | -          | -          | 7      | 3      | 0      | 0      | 38    | 8     |
| Атлетико Мадрид | 2002/03 | 30           | 9            | 2             | 0             | -          | -          | 0      | 0      | 0      | 0      | 32    | 9     |
| Барселона       | 2002/03 | 0            | 0            | 0             | 0             | -          | -          | 0      | 0      | 0      | 0      | 0     | 0     |
| Реал Вальядолид | 2001/02 | 25           | 7            | 4             | 3             | -          | -          | 0      | 0      | 0      | 0      | 29    | 10    |
| Тенерифе аренда | 2000/01 | 40           | 16           | 1             | 0             | -          | -          | 0      | 0      | 0      | 0      | 41    | 16    |
| Реал Вальядолид | 2000/01 | 0            | 0            | 0             | 0             | -          | -          | 0      | 0      | 0      | 0      | 0     | 0     |
| Толедо аренда   | 1999/00 | 17           | 4            | 0             | 0             | -          | -          | 0      | 0      | 0      | 0      | 17    | 4     |
| Реал Вальядолид | 1999/00 | 6            | 0            | 0             | 0             | -          | -          | 0      | 0      | 0      | 0      | 6     | 0     |
| Барселона Б     | 1998/99 | 36           | 10           | 0             | 0             | -          | -          | 0      | 0      | 0      | 0      | 36    | 10    |
| Барселона Б     | 1997/98 | 36           | 15           | 0             | 0             | -          | -          | 0      | 0      | 0      | 0      | 36    | 15    |
| Всего           |         | 286          | 83           | 17            | 5             | 4          | 0          | 37     | 14     | 3      | 0      | 347   | 102   |